# Dianthus tristis
Dianthus tristis là loài thực vật có hoa thuộc họ Cẩm chướng. Loài này được Velen. mô tả khoa học đầu tiên năm 1890.